# Kanton Bouxwiller
Bouxwiller is een kanton van het Franse departement Bas-Rhin. Het kanton maakt deel uit van het arrondissement Saverne en de hoofdplaats is Bouxwiller.
Op 1 januari 2015 werden de gemeenten Niedermodern en Pfaffenhoffen overgeheveld naar het nieuwgevormde kanton Reichshoffen en het eveneens nieuwgevormde arrondissement Haguenau-Wissembourg. De gemeentes Bischholtz, Dossenheim-sur-Zinsel, Ingwiller, Menchhoffen, Mulhausen, Neuwiller-lès-Saverne, Niedersoultzbach, Schillersdorf en Weinbourg werden samen met de opgeheven kantons Drulingen, La Petite-Pierre en Sarre-Union omgevormd tot een nieuw kanton Ingwiller dat deel bleef van het arrondissement Saverne.
Het arrondissement Strasbourg-Campagne werd opgeheven waarbij ook een aantal kantons verdwenen. De gemeenten van het opgeheven kanton Truchtersheim, met uitzondering van de gemeente Osthoffen, en de gemeenten van het eveneens opgeheven kanton Hochfelden werden, met uitzondering van de gemeenten Friedolsheim en Saessolsheim, bij het kanton Bouxwiller gevoegd.
Op 1 januari 2016 werden de gemeente Gingsheim, Hohatzenheim, Mittelhausen, Pfettisheim en Wingersheim opgeheven. Pfettisheim werd bij Truchtersheim aangehecht, de overige vier fuseerden tot de huidige gemeente Wingersheim les Quatre Bans. Op 1 januari 2017 werd Schaffhouse-sur-Zorn opgenomen in de gemeente Hochfelden en op 1 januari 2018 fuseerden Geiswiller en Zœbersdorf. Door deze twee fusies liep het aantal gemeenten in het kanton terug van het originele van 59 tot het huidige van 53.

## Gemeenten
Het kanton Bouxwiller omvat de volgende gemeenten:
- Alteckendorf
- Berstett
- Bosselshausen
- Bossendorf
- Bouxwiller
- Buswiller
- Dingsheim
- Dossenheim-Kochersberg
- Duntzenheim
- Durningen
- Ettendorf
- Fessenheim-le-Bas
- Furdenheim
- Geiswiller-Zœbersdorf
- Gougenheim
- Grassendorf
- Griesheim-sur-Souffel
- Handschuheim
- Hochfelden
- Hohfrankenheim
- Hurtigheim
- Ingenheim
- Issenhausen
- Ittenheim
- Kienheim
- Kirrwiller
- Kuttolsheim
- Lixhausen
- Melsheim
- Minversheim
- Mutzenhouse
- Neugartheim-Ittlenheim
- Obermodern-Zutzendorf
- Obersoultzbach
- Pfulgriesheim
- Quatzenheim
- Ringendorf
- Rohr
- Schalkendorf
- Scherlenheim
- Schnersheim
- Schwindratzheim
- Stutzheim-Offenheim
- Truchtersheim
- Uttwiller
- Val-de-Moder  (deel : enkel Ringeldorf)
- Waltenheim-sur-Zorn
- Wickersheim-Wilshausen
- Willgottheim
- Wilwisheim
- Wingersheim les Quatre Bans
- Wintzenheim-Kochersberg
- Wiwersheim